# Bunopus crassicauda
Espèce
Statut de conservation UICN

 DD  : Données insuffisantes
Bunopus crassicauda est une espèce de geckos de la famille des Gekkonidae.

## Répartition
Cette espèce est endémique d'Iran.

## Description
C'est un gecko insectivore, terrestre et nocturne.

## Publication originale
- Nikolsky, 1907 "1905" : Reptiles et amphibiens recueillis par M. N. A. Zarudny en Perse en 1903-1904. Annuaire du Musée Zoologique de l'Académie Impériale des Sciences de Saint-Pétersbourg, vol. 10, p. 260-301.